# Celles qui s’en font
Celles qui s’en font is een experimentele film uit 1928 van de Franse filmmaakster, journaliste en critica Germaine Dulac (1882-1942). Ze maakte deze film net na een van haar bekendste werken La Coquille et le Clergyman (1928). Deze laatste film wordt vaak naar voren geschoven als een van de eerste surrealistische films en als een voorbeeld van zuivere cinema (cinéma pur). Niettemin waren niet alle surrealisten overtuigd van deze film en Antonin Artaud, die het scenario schreef voor La Coquille et le Clergyman, distantieerde zich zelfs van de film. Hij ging niet akkoord met de opvatting van Dulac om de film als een representatie van een droom op te bouwen.

## Impressionisme en Surrealisme
Celles qui s’en font is een korte film van 5.11 min die thuishoort in het impressionistische werk van Dulac. Zij maakte deel uit van de zogenaamd impressionistische filmschool, die ook vaak wordt aangeduid als de eerste avant-garde school in de Franse cinema. Andere belangrijke leden waren Jean Epstein, Marcel L'Herbier en Abel Gance.
De film speelt zich af in Parijs en opent met enkele tussentitels die stellen dat Celles qui s’en font geproduceerd werd door ISIS films. Bovendien is het interessant dat er niet wordt gezegd; geregisseerd door Germaine Dulac maar: “Impressions Cinégraphiques de Germaine Dulac. Mimées par Lilian Constantini”. Het gaat dus vooral om cinematografische impressies. Deze impressies, in combinatie met de afwezigheid van een traditionele plotstructuur wekken een bevreemdend gevoel op bij de kijker. Het feit dat er gezegd wordt "mimées par" draagt ook bij tot die structuur van impressies. De impressies worden uitgebeeld, vertaald naar het scherm door Lilian Constantini, écht acteren komt er dus niet bij kijken. Net zoals de andere films van Dulac vertoont Celles qui s’en font dus een zekere affiniteit met het surrealisme.

## Inhoud
De film bestaat uit twee delen: La Dérive en Toute Seule, die Dulac zelf als twee korte muzikale clipjes beschouwd (en écoutant deux disques). Het eerste deel opent met een shot van de levendige, grote stad: auto’s, fietsende mensen, paarden, beweging. Vervolgens gaat Dulac over naar een shot van het tandloze, arme personage van Lilian Constanini, die depressief zit te wezen op het terras van een café. Rondom haar bruist het stadsleven: spelende kinderen en hun moeders, verliefde koppeltjes, kortom mensen die er gelukkig uitzien. Constantini observeert hen, terwijl ze in zichzelf mompelt en een glas wijn drinkt. Wanneer er een deftige, goeduitziende vrouw rechtover Constantini plaatsneemt, staat ze al mompelend recht en begint rond te dwalen in de stad. Ze zwerft eenzaam door de straten, haar blik gericht op het oneindige en nog steeds in zichzelf mompelend. Het laatste shot van het eerste deel toont ons hoe ze in de verte verdwijnt.
Het is duidelijk dat het personage op de dool is, dit is ook het onderwerp van het tweede deel: A la Dérive (letterlijk: Op de dool). In dit deel volgen we een prostituee, die nog steeds wordt ‘uitgebeeld’ door Lilian Constantini. Ook deze vrouw dwaalt alleen door de stad. Het openingsshot toont ons hoe de vrouw alleen op een bankje zit, starend in de verte. Vervolgens zien we haar lonken naar een man, waarop ze hand in hand in de verte verdwijnen. Hierop cut Dulac opnieuw naar een shot van de vrouw op het bankje en ook deze vrouw praat in zichzelf. Vervolgens krijgen we een close-up te zien van een hotel, en van de vrouw en een man die in een steegje verdwijnen. Verder krijgen we nog een opnamete zien van de vrouw die langs de Seine doolt en buiten gesmeten wordt uit een café. Mensen bekijken haar minachtend en ze blijft alleen op straat achter. De laatste shots tonen ons hoe de vrouw strompelend en verdwaasd enkele trappen afdaalt, ze lijkt op weg te zijn naar de Seine. De vrouw verdwijnt uit het beeld, en het laatste beeld suggereert dat ze verdwijnt in de Seine.

## Stijl
Zoals vele andere films van Dulac (La Coquille et le Clergyman, L’invitation au Voyage, La Souriante Madame Beudet), is Celles qui s’en font een film met een maatschappelijke grondslag. In zekere zin kunnen we deze film linken aan het genre van de stadssymfonie. Ook Celles qui s’ en font legt de nadruk op de grootstad en de eenzaamheid die deze moderne stad met zich meebrengt. Het grote verschil schuilt in het feit dat de meeste stadssymfonieën de nadruk leggen op de massa, het onpersoonlijke en de gebouwen van de stad. Dulac daarentegen concentreert zich vooral op het (miserabele) leven van één enkele vrouw, en accentueert op die manier de eenzaamheid van de moderne stad. Celles qui s’en font reflecteert de eenzaamheid en de harde wereld van twee arme vrouwen en op die manier geeft Dulac ook een maatschappijkritische standpunt weer. Ook La souriante Madame Beudet is een film die vooral het lot van de vrouw in vraag stelt. Deze film werd beschouwd als een van de eerste feministische films en vertelt het verhaal van een vrouw die gevangen zit in een liefdeloos huwelijk.
De combinatie van de muziek en zijn fatalistische tonen, de montage, de ongewone camerastandpunten en de fascinerende blik van Lilian Constantini, geven een reëel, triest en wanhopig karakter aan deze twee vrouwen. Dulac tracht de traditionele opvattingen van de maatschappij te ondermijnen en speelt in op het onderbewustzijn van de kijker. Ze combineert vertrouwde beelden van de stad met verdrongen straatbeelden van een arme zatte vrouw en een prostituee. Zo wekt ze tegelijk een soort identificatiegevoel en een walginggevoel op bij de kijker.
Dulac heeft duidelijk een zekere fascinatie voor het bevreemdende en het raadselachtige. In La Coquille et le Clergyman, tracht ze die bevreemdende sfeer onder andere op te roepen aan de hand van de droom. In Celles qui s’en font gebruikt ze een resem aan technieken om een bevreemdend gevoel op te wekken bij de kijker. De combinatie en het gebruik van experimentele technieken, zoals extreme close-ups (bijvoorbeeld van een glas wijn), ongewone camerastandpunten (extreem kikvorsperspectief bijvoorbeeld), overvloeiers, superimposities, fade-outs de impressionistische en expressionistische lichteffecten, dragen bij tot de surrealistische, dromerige sfeer van de film. Via het gebruik van deze experimentele technieken geeft Dulac ook uiting aan haar interesse voor snelheid en beweging. Bovendien tracht Dulac niet te veel bijkomende informatie te geven, de film zelf maakt de associaties en geeft de gedachten weer van de personages.

## Productie

##### Openingstitels (6)
1. ISIS Films présente
2. CELLES QUI S’EN FONT
3. Impressions cinégraphiques de Germaine DULAC
4. Mimées par Lilian CONSTANTINI
5. En écoutant deux disques: TOUTE SEULE, A LA DÉRIVE
6. Assistente: Marie-Anne MALLEVILLE, Photographies: Jean Jouanntaud, L’apache: George Vallée

##### Tussentitels (2)
1. I Toute Seule
2. II A la dérive

## Verder lezen
- Dozoretz, Wendy. 1982. Germaine Dulac : Filmmaker, Polemicist, Theoretician. Diss., New York University, 362 pp.
- Flitterman-Lewis, Sandy. 1996. To Desire Differently: Feminism and the French Cinema. Columbia University Press. ISBN 9780231104975
- Ford, Charles. Germaine Dulac : 1882 - 1942, Paris : Avant-Scène du Cinéma, 1968, 48 p. (Serie: 	Anthologie du cinéma ; 31)
- Katz, Ephraim; Fred Klein, Ronald Dean Nolan (2005). The Film Encyclopedia (5th Edition ed.). New York: HarperPerennial. ISBN 0-06-074214-3.
- Williams, Alan Larson. 1992. Republic of Images: A History of French Filmmaking. Harvard University Press. ISBN 9780674762688
- Wendy Dozoretz, Germaine Dulac : Filmmaker, Polemicist, Theoretician,   (New York University Dissertation, 1982), 362 pp.
- Charles Henri Ford, Germaine Dulac : 1882 - 1942, Paris : Avant-Scène du Cinéma, 1968, 48 p. (Serie: 	Anthologie du cinéma ; 31)
- Avant-Garde: Experimental Cinema of the 1920's and 1930's
- Experimental film